# JRグループの年表
JRグループの年表（ジェイアールグループのねんぴょう）では、JRグループ7社（北海道旅客鉄道〈JR北海道〉、東日本旅客鉄道〈JR東日本〉、東海旅客鉄道〈JR東海〉、西日本旅客鉄道〈JR西日本〉、四国旅客鉄道〈JR四国〉、九州旅客鉄道〈JR九州〉、日本貨物鉄道〈JR貨物〉）の主な出来事を年表でまとめる。
JR発足までの流れは国鉄分割民営化を参照とし、民営化後の借金の清算などは本項では扱わないとする。

## 年表

### 1980年代（国鉄分割民営化後）

#### 1987年
- 4月1日 - 国鉄分割民営化により、JR10社が発足[1]。
- 5月20日 - JR東日本、損害保険代理業を開始。[2]
- 6月4日 - JR東日本、東日本キヨスク（現：JR東日本クロスステーション）設立。[2]
- 6月7日 - JR東日本、客の意見を取り入れるグリーンカウンターを設置。[2]
- 7月1日 - 
  - JR東日本、国内旅行業を開始。[2]
  - JR九州、国内旅行業、営業開始[3]。
  - JR九州、筑豊本線、鞍手駅開業[3]。
- 8月1日 - JR東日本、弱冷房車を東海道線と横須賀・総武快速線に導入。[2][4]
- 10月1日 - JR九州、鹿児島本線・日豊本線、西小倉駅開業[3]。
- 10月30日 - JR九州、博多駅と韓国鉄道公社釜山駅が姉妹駅を締結[3]。

#### 1988年
- 2月1日 - JR九州、山野線廃止。バス転換[3]。
- 2月18日 - 九州交通企画（現：JR九州サービスサポート）設立[3]。
- 3月8日 - ジェイアール九州アド・サービス（現：JR九州エージェンシー）設立[3]。
- 3月13日 - 
  - JR北海道、海峡線（青函トンネル）開業[1]。
  - JR北海道、青函航路廃止[1]。
  - JR西日本、東海道本線（大阪駅〜神戸駅）・山陽本線（神戸駅〜姫路駅）で路線愛称、「JR神戸線」を使用開始。[5][6][7][8]
  - JR西日本、東海道本線（京都駅〜大阪駅）で路線愛称、「JR京都線」を使用開始。[5][6][7][8]
  - JR西日本、東海道本線（米原駅〜京都駅）で路線愛称、「琵琶湖線」を使用開始。[5][7][8]
  - JR西日本、東海道本線（大阪駅〜尼崎駅）・福知山線（尼崎駅〜篠山口駅）で路線愛称、「JR宝塚線」を使用開始。[5][6][7][8]
  - JR九州、783系電車（ハイパーサルーン）「有明」号（博多駅～西鹿児島駅間）がデビュー[3]。
  - JR九州、鹿児島本線、小森江駅開業[3]。
  - JR九州、肥薩線、大坂間駅から球泉洞駅に駅名改称[3]。
- 3月20日 - JR九州、新型特急「オランダ村特急」（門司港駅〜佐世保駅間）がデビュー[3]。
- 4月1日 - JR九州、松浦線、松浦鉄道に経営移管[3]。
- 4月20日 -
  - JR四国、本四備讃線（児島駅〜宇多津駅）と坂出駅への短絡線が開業[1]。
  - JR四国、宇高連絡船廃止[1]。
- 7月12日 - ジェイアール九州リース（現：九州リースサービス）設立[3]。
- 8月28日 - JR九州、新型特急「SLあそBOY」（熊本駅〜宮地駅間）がデビュー[3]。
- 9月1日 - JR九州、上山田線廃止。バス転換[3]。
- 12月5日 - 東中野駅列車追突事故[1]。
- 12月19日 - 門司港駅が駅舎として全国初の国指定重要文化財になる[3]。

#### 1989年
- 2月1日 - JR九州、一般クレジットによる旅行商品の取扱を開始[3]。

- 3月11日 - 
  - 常磐線、湖西線、北陸本線でJR在来線初の130/㎞運転を開始[1]。
  - JR九州、特急「かもめ」にハイパーサルーンを投入[3]。
  - JR九州、新型特急「ゆふいんの森」デビュー[3]。
  - JR九州、鹿児島本線、白木原駅から大野城駅に駅名改称[3]。
- 4月21日 - ジェイアール九州オーエーサービス設立[3]。
- 4月28日 - JR九州、高千穂線、高千穂鉄道に経営移管[3]。

- 4月29日 - JR九州、世界初の電車・気動車による動力協調運転を有明とオランダ村特急で開始[1][3]。
- 5月12日 - ジェイアール九州リゾート開発設立[3]。
- 6月1日 - 門司鉄道病院からJR九州病院に改称[3]。
- 6月17日 - ユーノスジェイアール九州設立[3]。
- 7月26日 - JR九州、高速バス「フェニックス号」（福岡〜宮崎）運行開始[3]。

- 8月2日 - 北陸新幹線、高崎駅〜軽井沢駅間着工[1]。
- 9月13日 - ジェイアール九州ファーストフーズ設立[3]。
- 10月1日 -
  - JR九州、伊田線・糸田線・田川線、平成筑豊鉄道に経営移管[3]。
  - JR九州、湯前線、くま川鉄道に経営移管[3]。
- 10月20日 - ジェイアール九州オート設立
- 10月21日 - JR九州、「SLあそBOY」とアメリカのデュランゴ・シルバートン鉄道と姉妹締結[3]。
- 12月23日 - JR九州、宮田線廃止。バス転換[3]。
- 12月25日 - JR九州、高速バスレインボー号（福岡〜名古屋）運行開始[3]。

### 2000年代
2005年
- 4月25日 - JR福知山線脱線事故が発生。死者数107人、負傷者数562人。[9][10]

2008年
- 3月26日 - 鉄道運輸機構、西九州新幹線（武雄温泉駅〜諫早駅）の土木工事着手。[11]

### 2010年代
2012年
- 6月19日 - 鉄道運輸機構、西九州新幹線（諫早駅〜長崎駅）の土木工事着手。[11]

2016年
- 11月18日 - JR北海道、当社単独では維持することが困難な線区を公表。[12]

2017年
- 5月19日 - 鉄道運輸機構、西九州新幹線の建築・軌道・電気工事等に着工。[11]

### 2020年代
2020年
- 2月20日 - JR東日本、奥羽本線（秋田駅〜土崎駅間）の新駅の名称を泉外旭川駅に決定。[13]
- 3月14日 - JR東日本、山手線・京浜東北線、高輪ゲートウェイ駅開業。[14]
- 9月23日 - 鉄道運輸機構、西九州新幹線の土木構造物が繋がれる。[11]
- 10月28日 -
  - 西九州新幹線の新幹線の名称が「かもめ」に決定。[15]
  - 西九州新幹線の車両が新幹線N700S系に決定。[15]

2021年
- 3月12日 - JR東日本、奥羽本線、赤岩駅廃止。[16]
- 3月13日 - JR東日本、奥羽本線、泉外旭川駅開業。[17]
- 7月28日 - JR九州、西九州新幹線の車両デザインを決定。[18]
- 9月4日 - 鉄道運輸機構、西九州新幹線の全線でレール設置が完了。[11]
- 10月15日 - JR九州、九州鉄道記念館に展示されている車両、キハ42055号気動車が気動車としては初の国の重要文化財となる。[19]

2022年
- 2月22日 - 西九州新幹線の開業日が9月23日に決定。[20]
- 3月5日 - JR東海、315系電車を中央本線（名古屋駅〜中津川駅）に投入。[21]
- 3月12日 - 
  - JR北海道、学園都市線、ロイズタウン駅開業。[22]
  - JR北海道、ロイズタウン駅開業を記念して臨時特急（ラベンダー編成）が（札幌駅〜ロイズタウン駅）で運行。[22]
- 3月19日 - 鉄道運輸機構、大村車両基地が竣工。[11]
- 5月10日 - 西九州新幹線に新幹線車両（N700S系）が初入線。[11]
- 6月20日 - JR九州、西九州新幹線の訓練運転（試運転）を開始。[11]
- 9月23日 -
  - JR九州、西九州新幹線（武雄温泉駅〜長崎駅）開業。[11][23]
  - JR九州、新型特急「リレーかもめ」（博多駅〜武雄温泉駅間）がデビュー。[23][24]
  - JR九州、新型特急「かささぎ」（博多駅〜肥前鹿島駅間）がデビュー。[23][24]
  - JR九州、新型D&S列車「ふたつ星4047」（武雄温泉駅〜江北駅〜太良駅〜長与駅〜長崎駅・長崎駅〜長与駅〜早岐駅〜武雄温泉駅）がデビュー。[23]
  - JR九州、西九州新幹線、嬉野温泉駅、新大村駅開業。[23]
  - JR九州、大村線、新大村駅、大村車両基地駅開業。[23]
  - JR九州、長崎本線・佐世保線、肥前山口駅を江北駅に改称。[23]
  - JR九州、在来線特急としての「かもめ」（博多駅〜長崎駅）を廃止。[23]
  - JR九州、武雄温泉駅で特急「リレーかもめ」・「みどり」・「ハウステンボス」と「かもめ」の対面乗換方式を導入。[23]
  - JR九州、特急「みどり」（博多駅〜佐世保駅間）に振り子式車両、885系を導入。[23]
- 9月30日 - JR北海道、キハ281系気動車定期運用を終了。[25]
- 10月3日 - 
  - JR九州、36ぷらす3、月曜日ルートを佐世保駅経由（博多駅〜肥前浜駅〜江北駅〜佐世保駅）に変更。[26][27][28]
  - JR九州、36ぷらす3、月曜日ルートのランチプランをリニューアル。[27]
- 10月23日 - JR北海道、キハ281系気動車臨時運用を終了（ラストラン）。[25]

2023年
- JR北海道、根室本線（富良野駅〜新得駅）廃止予定。[29]
- 北海道旅客鉄道
  - （路線廃止） 留萌本線 石狩沼田駅 - 留萌駅間 (35.7km)
  - （駅廃止） 真布駅、恵比島駅、峠下駅、幌糠駅、藤山駅、大和田駅、留萌駅（留萌本線）
- 3月18日 - JR東日本、京葉線、幕張豊砂駅開業予定。[30]